# توماس فراندسن
توماس فراندسن (بالدنماركية: Thomas Frandsen)‏ هو لاعب كرة قدم دنماركي في مركز الوسط، ولد في 25 مارس 1976 في Kalundborg ‏ في الدنمارك. شارك مع منتخب الدنمارك تحت 21 سنة لكرة القدم ومنتخب الدنمارك لكرة القدم. أما مع النوادي، فقد لعب مع نادي أودنسه ونادي فيبورج ونادي ميتييلاند.

## وصلات خارجية
- توماس فراندسن على موقع قاعدة بيانات كرة القدم.إي يو (الإنجليزية)
- توماس فراندسن على موقع ناشيونال فوتبول تيمز (الإنجليزية)